# Opeňka měnlivá
Opeňka měnlivá (Kuehneromyces mutabilis), lidově též opěnka nebo lipůvka je jedlá dřevokazná houba z čeledi límcovkovitých. Patří k druhům, které lze pěstovat. V minulosti byla mezi houbaři velmi populární a hojně sbíraná. V roce 1970 ji mykologický sborník zvolil mezi tři nejoblíbenější houby. Dnes je méně známá. Byly s ní prováděny experimenty za účelem urychlení rozkladu pařezů.

## Název a synonyma
Český název této houby je odvozen od faktu, že obvykle roste „okolo pňů“, tedy starých pařezů. V odborné literatuře se pro opeňky používá celá řada názvů – Agaricus mutabilis podle Schäffera, Dryophila mutabilis dle Quéleta.,Galerina mutabilis (Schaeff.) podle P.D. Ortona, Lepiota caudicina podle Graye a Pholiota mutabilis dle P. Kummera. Jeden ze starších lidových názvů je „lipůvka“.

## Výskyt
Opeňka měnlivá roste vždy ve velkých trsech až o desítkách kusů od jara až do konce října na pařezech listnatých stromů, výjimečně i jehličnatých. Obvykle ji lze nalézt na bukových, lipových, březových, jedlových a smrkových pařezech. Roste nejen v lesích, ale také v zahradách a parcích. Na těchto místech byla pozorována i na bázi kmenů živých stromů. Objevuje se každý rok na stejném místě dokud hostitelské torzo dřeviny nezlikviduje. Vyskytuje se v celém mírném pásmu severní polokoule. Roste v nížinách i v horských oblastech.

## Popis
Klobouk bývá 2 – 10 cm široký, v mládí polokulovitý, později klenutý, v dospělosti rozložený s nízkým hrbolem, lysý. Je hladký, lepkavý až slizký, za vlhka vodnatě skořicově hnědý nebo žlutohnědý, za sucha světlejší, okrový nebo medově žlutý. Během zasychání začíná blednout od středu. Okraj je tenký, slabě rýhovaný, v mládí podvinutý, obvykle s tmavším vodnatým pásem. Lupeny jsou husté, ke třeni přirostlé až sbíhavé, v mládí zakryté blanitým závojem, světlé, s nádechem do hněda, později bledě skořicově až rezavě hnědé. Prsten je blanitý obrácený vzhůru, bělavý, brzo od výtrusů hnědě zbarvený, zanedlouho zplihlý a mizející. Třeň je dlouhý 3 – 10 cm a 0,2 – 0,8 cm tlustý, válcovitý, tuhý, zprohýbaný, k bázi zúžený, v mládí plný, později dutý, s mizejícím rezavým prstenem, nahoře jemně rýhovaný a bledý, pod prstenem pokrytý rezavými až černohnědými šupinkami. Dužnina v klobouku je tenká hygrofánní, měkká a bělavá, v třeni pevná a rezavě hnědá, vůni má příjemnou, nasládle kořenitou, chuť lahodnou.

## Pěstování
Opeňku lze pěstovat v interiérech i venku. V interiérech se pěstuje na slámě, v exteriérech na špalcích zdravých listnatých stromů 1 až 2 měsíce po pokácení umístěných do stinných vlhčích míst na zahradě. Nejvhodnější jsou polena tvrdého dřeva. Doporučuje se buk a habr.

## Kuchyňské využití
Opeňka měnlivá patří vynikajícím druhům. Často se přidává do směsí, omáček a polévek. Je též oblíbenou ingrediencí gulášů a masitých pokrmů. Konzumují se jen klobouky, třeně jsou příliš tuhé.

## Možnost záměny
Opeňku měnlivou lze velmi snadno zaměnit za některé jedovaté druhy z rodu čepičatek (Galerina). Velké nebezpečí hrozí především při záměně s velmi podobnou avšak silně toxickou čepičatkou jehličnanovou (Galerina marginata). Tato houba obsahuje v plodnicích stejné jedy jako muchomůrka zelená, avšak v přibližně desetkrát menším množství. Po požití čepičatek se dostavují první příznaky intoxikace, průjmy a zvracení, za deset až čtrnáct hodin. Jedy narušují činnost jater a bez lékařské pomoci mohou způsobit i smrt postiženého.

### Rozlišovací znaky opeňky měnilvé a čepičatky jehličnanové
|                   | Opeňka měnlivá                                                                                            | Čepičatka jehličnanová                                                                              |
| ----------------- | --- | --------------------------------------------------------------------------------------------------- |
| Výtrusný prach    | skořicově hnědý                                                                                           | rezavě hnědý                                                                                        |
| Doba výskytu      | březen až prosinec                                                                                        | červen až říjen                                                                                     |
| Velikost klobouku | 2–10 cm                                                                                                   | 1–6 cm                                                                                              |
| Střed klobouku    | vždy o něco světlejší                                                                                     | obvykle o něco tmavší, ale při zasychání od středu světlá stejně jako opeňka                        |
| Lupeny            | v mládí zakryté velem, světle okrové, později okrově hnědé až tmavě hnědé                                 | v mládí světle okrové, v dospělosti rezavě hnědé, výtrusný prach je rezavě hnědý                    |
| Vůně              | kořenitá, jemně houbová nebo ovocná                                                                       | okurkově moučná nebo ředkvová                                                                       |
| Chuť              | mírná | slabě moučná                                                                                        |
| Výskyt            | obvykle na pařezech a odumřelých kmenech listnatých dřevin, velmi zřídka na jehličnanech (hlavně smrcích) | většinou na pařezech a odumřelých kmenech jehličnanů (smrků, jedlí) ale také listnáčů (topolů, vrb) |
| Třeň              | nad prstenem hladký, pod úrovní prstenu pokrytý tmavě hnědými blanitými šupinkami                         | ve spodní části většinou jemně bíle vláknitý, ojíněně žíhaný, při zasychání žíhání tmavne           |

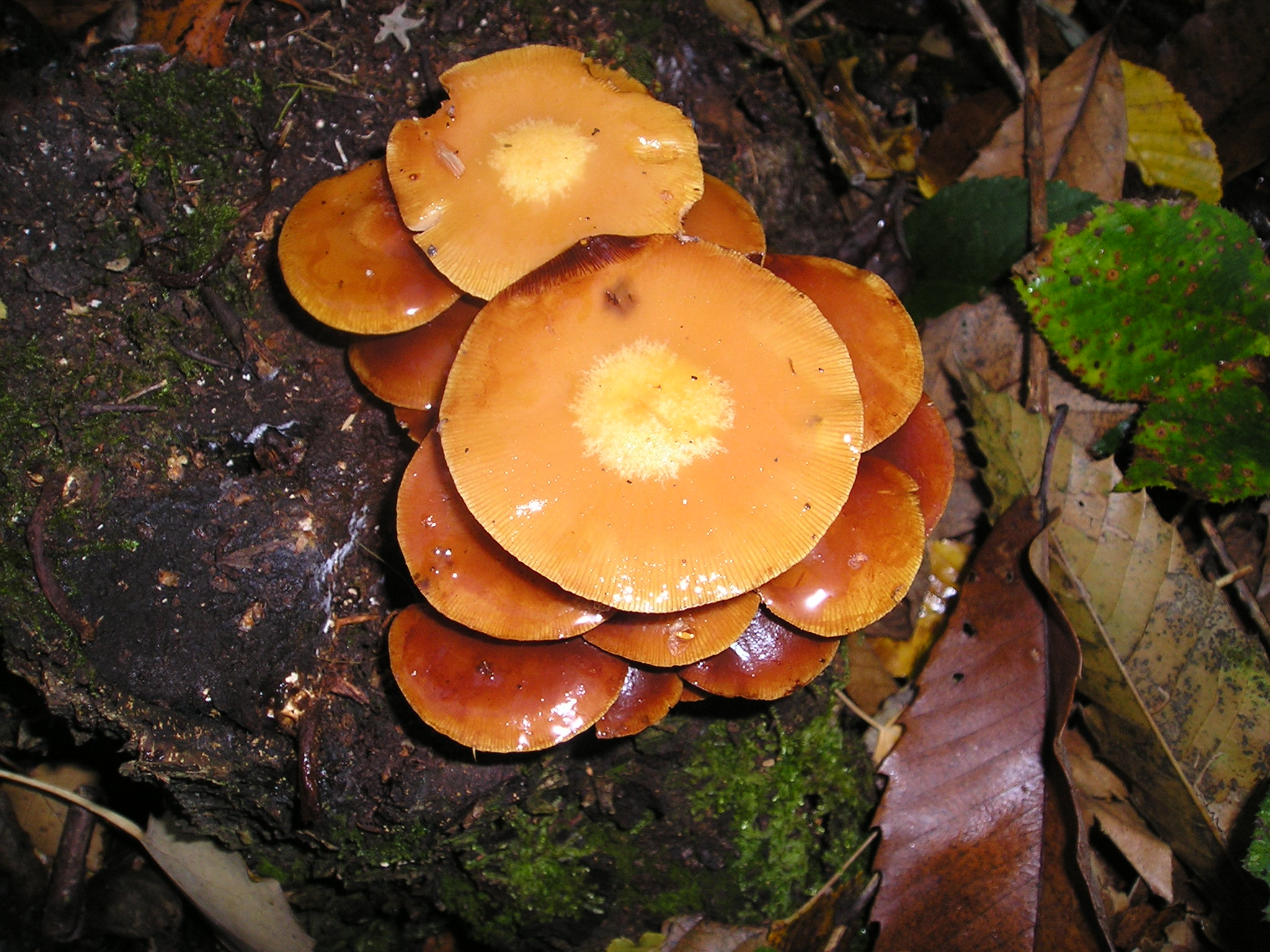
Dobře patrný způsob vysychání klobouku opeňky směrem od středu ke kraji

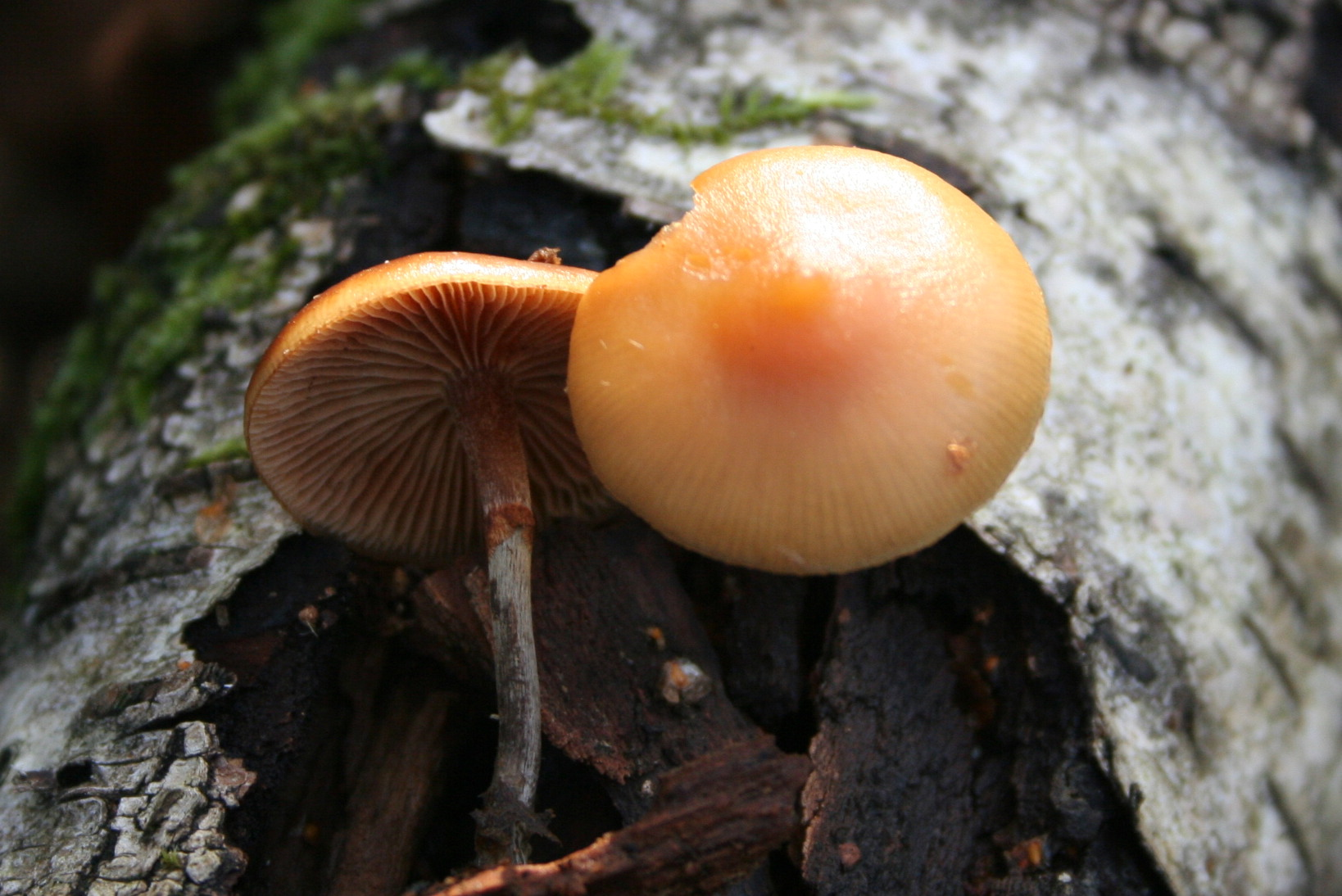
Tmavší střed klobouku čepičatky

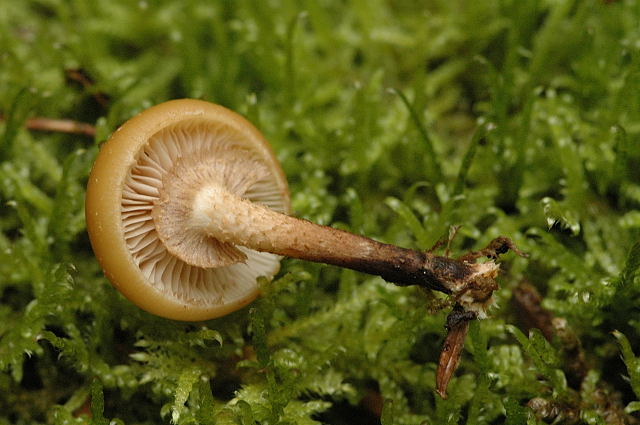
Šupinatý povrch třeně opeňky

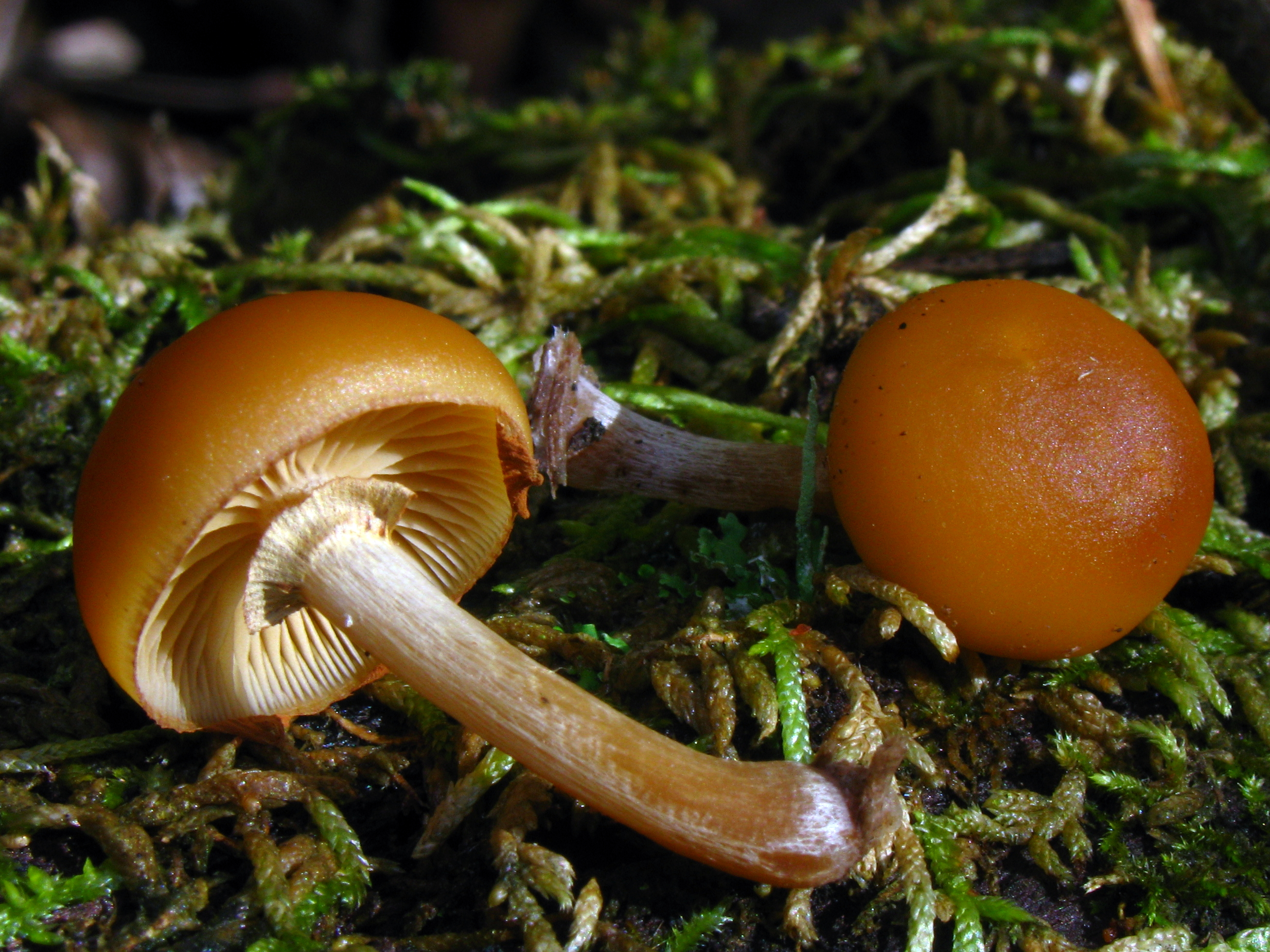
Vláknitý třeň čepičatky

Bezpečné rozlišení obou druhů je často velmi složité, proto se sběr openěk doporučuje jen zkušenějším mykologům. Mladé plodnice jsou obtížně rozlišitelné. Opeňka roste ve větších trsech a báze jejích tření bývají srostlé. Naproti tomu plodnice čepičatky obvykle rostou samostatně. Opeňky rostou jen výjimečně na pařezech jehličnanů, jsou však zdokumentovány případy, kdy byly exempláře obou druhů nalezeny na stejném kmeni. Světlání klobouku směrem od středu není spolehlivý rozlišovací znak, při vysychání se objevuje u opeňky i u čepičatky. Nejdůležitějším makroskopickým rozlišovacím znakem je struktura spodní části třeně. Noha opeňky je pokryta šupinkami, zatímco čepičatka má třeň jemně bíle vláknitý. Čepičatka je rovněž typická svou jemnou okurkově moučnou vůní. Opeňku je také možné si splést s třepenitkou svazčitou, která však má tmavší olivově hnědé lupeny. Podobá se také křehutce vodomilné (Psathyrella piluliformis), která má bílý třeň bez prstenu a je jedlá.